# Scorpion imperial
Scorpion imperial sau împărat (lat. Pandinus imperator) este scorpion originar din Africa. Este una dintre cele mai mari specii de scorpion din lume. Adulții au o lungime medie de aproximativ 20 cm. Unele specii de scorpioni forestiere au o lungime egală cu acesta, iar Heterometrus swammerdami deține recordul pentru a fi cel mai lung scorpion, având 23 cm în lungime. Totuși, scorpionul imperial este cel mai mare. De obicei, durata de viață variază de la 5 la 8 ani în captivitate. Date concrete privind longevivitate în sălbăticie nu sunt, probabil că e mai scurtă. Datorită dimensiunilor, toxicității relativ scăzute, precum și duratei de viață, scorpionul imperial este cel mai popular scorpion în comerțul cu animale de companie. Aceasta a dus la colectări masive a indivizilor din săbăticie, iar situația nu e regulată. De aceea, în prezent scorpionul imperial este amenințat de dispariție.

## Descriere
Scorpionul imperial are o lungime de aproximativ 20 cm, inclusiv coada. Corpul este negru, cu reflexii verzuii. Cleștii sunt mari și puternici, maronii la culoare și suprafața granulată. Masculii sunt mai mari și dinți de pe pieptini (organe senzoriale) sunt mai numeroși.

## Modul de viață

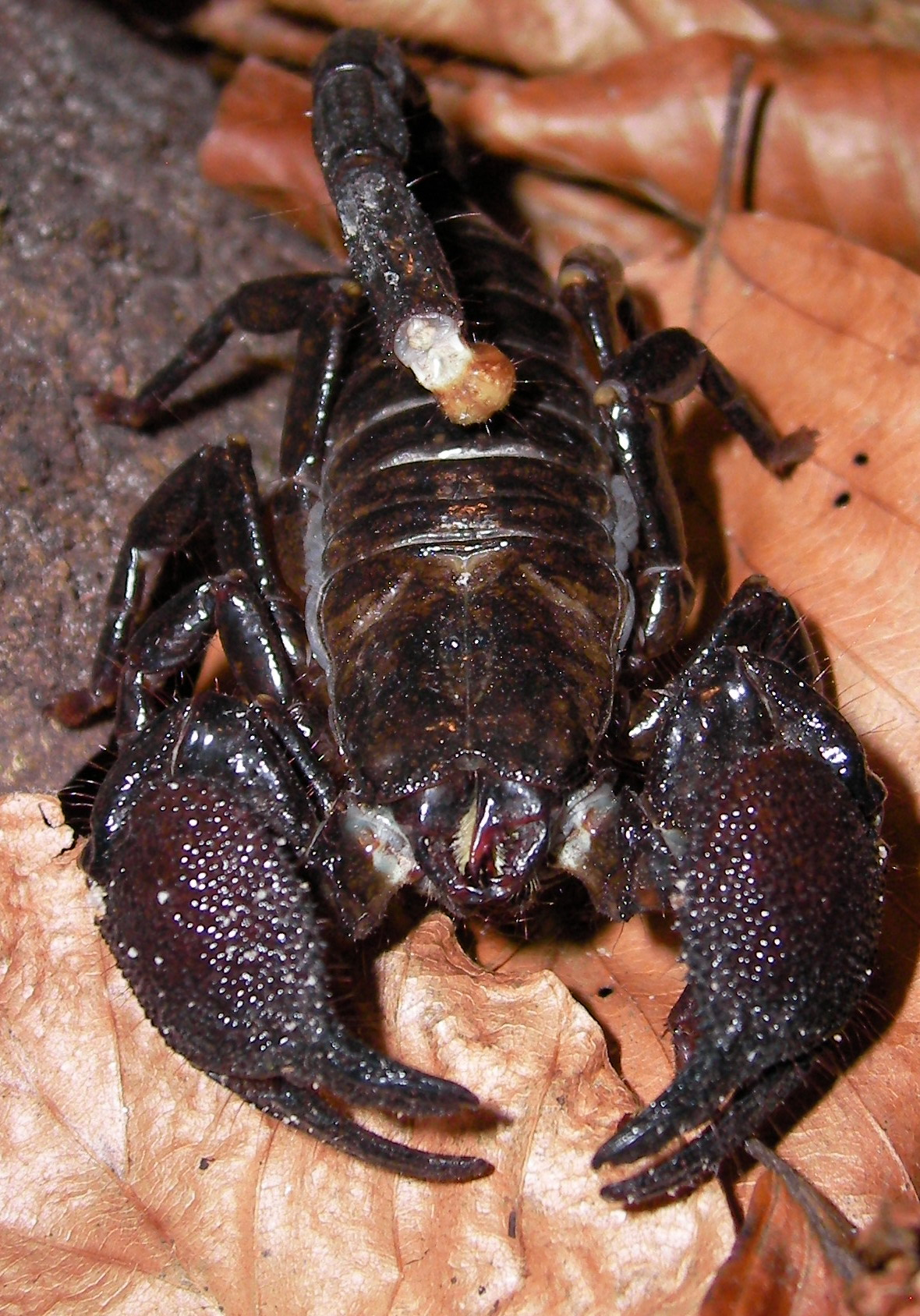
Vedere anterioară

În sălbăticie, scorpionul imperial se hrănește, în primul rând, cu termite. El este cunoscut consumând șoareci mici și șopârle. Scorpionul imperial sapă galerii subterane cu ajutorul primelor două perechi de picioare. O vizuină poate fi mai mult decât un tunel sub o piatra, ea poate avea o adâncime de metri. În sălbăticie, acești scorpioni pătrund în mușuroaiele termitelor și zidesc casele lor acolo. 

Scorpion imperial, la fel ca majoritatea scorpionilor, este retras și izolat. Majoritate timpul este ascuns în vizuina sa sau undeva la adăpost, părăsind-o doar pentru a vâna. Când amenințat, scorpion imperial va fugi dacă este posibil, sau ve lua postura amenințare - deschizând larg pedipalpii și ridicând telsonul deasupra corpului. În cazul în care hărțuirea continuă el preferă să atace cu cleștele, rareori își utilizează telsonul. Cleștele sunt foarte puternice, putând să rupă un creion. Veninul scorpionul imperial conține o toxină numită imperatoxin. Toxinele afectează diferit oamenii, unii nu simt nimic deosebit, pe când alții suportă dureri severe. 

Scorpionul imperial este consumat de un număr foarte mare de animale, inclusiv alți scorpioni, păianjeni, viespe parazite, păsări, reptile și amfibieni, mamifere (cum ar fi maimuțe, manguste și diferite rozătoare). Scorpionii imperiali nu manifestă canibalism, nu se mânânc unii pe alții. 

## Reproducere
Scorpionii imperiali nu par să aibă un dans sau ritual de împerechere. Gestația durează 9-18 luni, în funcție de temperatură și disponibilitatea produselor alimentare. Femela dă naștere în medie 12 pui. Scorpionii juvenili se nasc foarte vulnerabile și incapabil să se descurce singuri. Mama le este fidelă, îi apără cu înverșunare și le aduce pradă ucisă. Tinerii scorpionii își petrec copilăria pe spinarea mamei lor. Atunci ei cercetează lumea și fac primele îmcercări de a vâna. Pentru câteva luni tinerii vor reveni la mama lor, atunci când sunt speriați, apoi ei își sapă propriile vizuini și devin independenți.

## Comercializarea
Din cauza naturii sale docile și veninului cu o toxicitate redusă ușoară, imaginea acestui scorpion a fost folosită în filmele Mumia (1999) și Regele Scorpion (2002). Așa cum nu există în prezent nici o lege în Statele Unite care ar proteja nevertebrate de abuz sau de deces, utilizarea lor în industria de filme poate avea loc și în prezența maltratărilor, așa cum se arată în filmul The Great White Hype lansat în 1996. 

În țara lor de origine din Africa, acești scorpioni sunt folosiți pentru produsele alimentare de către unele triburi indigene. 
Aceștia sunt, de asemenea, capturați pentru a îi comercializa ca animale de companie. În unele cazuri, ei sunt uciși pentru a feri turiștii de pericole, în ritualuri tribale sau pentru preparatele homeopatice, atât în Africia, cât și în afara ei. 

## Scorpionul în lumină UV

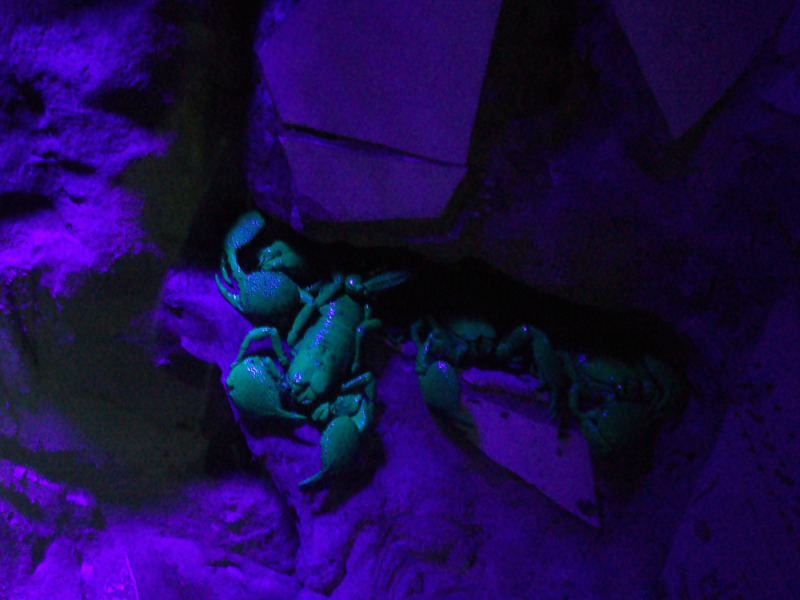
Scorpionul imperial în lumina UV

În ciuda faptului că scorpionul imperial este aproape în întregime negru, când este expus la lumina ultravioletă (UV) corpului strălucește cu un albastru-verzui. Însă această capacitate lipsește după naștere sau după năpârlire. Colecționarii folosesc lumina UV pentru a găsi scorpionii noapte.